# Honda J
Honda J — серия V-образных шестицилиндровых бензиновых двигателей внутреннего сгорания, представленных в 1996 году японской компанией Honda. Двигатели были разработаны в США инженерами Honda. Они производятся на заводах Honda в Анне, штат Огайо, и Линкольне, штат Алабама.
Конфигурация двигателей Honda серии J — 60° V6. На автомобили двигатели устанавливаются поперечно. Расстояние между цилиндрами составляет 98 мм, шатуны укорочены, а коленвал уменьшен. Все двигатели Honda серии J имеют 4 клапана на цилиндр и один ремень ГРМ, который приводит в движение верхние распределительные валы. Фазы газораспределения VTEC применяются почти во всех двигателях, кроме J30AC и J35Y8, где применяется система управления фазами газораспределения (VTC).
Одна из уникальных особенностей некоторых двигателей Honda J — система Honda Variable Cylinder Management (VCM). Изначально система отключает один ряд цилиндров при небольших нагрузках. В некоторых версиях отключается один ряд цилиндров или один цилиндр на противоположных рядах. Таким образом, при лёгких нагрузках работает три цилиндра, а при средних — четыре.

## J25
Двигатель J25A применялся только в Inspire/Saber на японском рынке. Рабочий объём составляет 2,5 л (2495 см3), диаметр цилиндра и ход поршня — 86 мм × 71,6 мм, степень сжатия — 10,5:1, клапанный механизм — SOHC VTEC, мощность — 149 кВт (200 л. с.) при 6200 об/мин, а крутящий момент — 240 Н⋅м при 4600 об/мин. Двигатель имел регулируемый впускной коллектор для оптимизации выходного крутящего момента при различных оборотах и отклике.

### J25A
- 1998—2003 Honda Inspire
- 1999 Honda Saber

## J30
Рабочий объём двигателя J30A составляет 3,0 л (2997 см3), клапанный механизм — SOHC VTEC, диаметр цилиндра и ход поршня — 86 мм. Мощность двигателя J30A1 составляла 157 кВт (210 л. с.) при 5500 об/мин, а крутящий момент — 271 Н⋅м при 4800 об/мин. Мощность двигателя J30A4 увеличена до 180 кВт (242 л. с.), крутящий момент — до 287 Н·м, степень сжатия — до 10,0:1. В отличие от двигателя J30A1, масса уменьшена на 9,1 кг. В 2006 году в честь 30-летия Accord компания Honda создала двигатель J30A5, мощность которого увеличена до 182 кВт (244 л. с.), а крутящий момент — до 286 Н⋅м. По словам компании Honda, прирост мощности был достигнут за счёт улучшения воздушного потока впускной и выпускной системы.

### J30A
- 2004—2008 Honda Inspire[2]
- Объём: 3,0 л (2997 см3)
- Диаметр цилиндра и ход поршня: 86 мм
- Мощность: 184 кВт (247 л. с.)
- Крутящий момент: 296 Н⋅м
- Красная зона: 6800 об/мин
- Степень сжатия: 10,5:1

### J30A1
- 1996—1999 Acura 3.0CL[3]
- 1998—2002 Honda Accord V6[4]
- 1999—2003 Honda Avancier

### J30A3
- 1998—2002 Honda Accord V6
- 1997—2003 Honda Odyssey (модели Prestige и Absolute)

### J30A4
- 2003—2005 Honda Accord V6[5]

### J30A5
- 2005—2007 Honda Accord V6
- 2013—2016 Honda Accord (только в Китае, с VCM, 261 л. с.)
- Объём: 3,0 л (2997 см3)
- Диаметр цилиндра и ход поршня: 86 мм
- Мощность: 182 кВт (244 л. с.) при 6244 об/мин
- Крутящий момент: 286 Н⋅м при 5000 об/мин
- Красная зона: 7200 об/мин
- Степень сжатия: 10,0:1
- Клапанов: 24
- Клапанный механизм: SOHC i-VTEC

### J30AC (Turbo)
- 2021+ Acura TLX Type-S
- 2022+ Acura MDX Type-S
- Объём: 3,0 л (2997 см3)
- Диаметр цилиндра и ход поршня: 86 мм
- Мощность: 265 кВт (355 л. с.) при 5500 об/мин
- Крутящий момент: 480 Н⋅м при 1400—5000 об/мин[6]
- Степень сжатия: 9,8:1
- Клапанов: 24
- Клапанный механизм: DOHC с VTC

### J30Y1
- 2013—2018 Acura RDX (Китай)
- 2017—2020 Acura MDX (Sport Hybrid)
- Объём: 3,0 л (2997 см3)
- Диаметр цилиндра и ход поршня: 86 мм
- Мощность (ДВС): 257 л. с. при 6300 об/мин
- Мощность (суммарная): 321 л. с. при 6300 об/мин
- Крутящий момент (суммарный): 392 Н⋅м при 5000 об/мин
- Клапанов: 24
- Клапанный механизм: SOHC
- Тип двигателя: атмосферный
- Впрыск: прямой

### JNA1
- 2005—2007 Honda Accord Hybrid[7]
- Объём: 3,0 л (2997 см3)
- Диаметр цилиндра и ход поршня: 86 мм
- Мощность: 190 кВт (255 л. с.) при 5400 об/мин
- Крутящий момент: 315 Н·м при 4500 об/мин
- Степень сжатия: 10,5:1
- Клапанов: 24
- Клапанный механизм: SOHC i-VTEC

## J32
Рабочий объём двигателя J32A составляет 3,2 л (3210 см3), клапанный механизм — SOHC VTEC, диаметр цилиндра и ход поршня — 89 мм × 86 мм. Мощность двигателя J32A1 составляла 168 кВт (225 л. с.) при 5600 об/мин, а крутящий момент — 294 Н⋅м при 4700 об/мин, в то время как мощность двигателя J32A2 была увеличена до 194 кВт (260 л. с.) при 6200 об/мин, а крутящий момент — до 315 Н⋅м при 3500—5500 об/мин. Мощность двигателя J32A3 на TL 2004/2005 составляет 201 кВт (270 л. с.). Из-за изменений в методах испытаний SAE модели 2006—2008 модельных годов имеют сниженную мощность до 192 кВт (258 л. с.).

### J32A1
- 1999—2003 Acura TL[8]
- 2001—2003 Acura CL[9]
- 1998—2003 Honda Inspire

### J32A2
- 2001—2003 Acura CL Type-S
- Диаметр цилиндра и ход поршня: 89 мм × 86 мм
- Степень сжатия: 10,5:1
- 2002—2003 Acura TL Type-S
- 2002—2003 Honda Inspire Type-S

### J32A3
- 2004—2008 Acura TL
- Объём: 3,2 л
- Клапанный механизм: SOHC
- Конфигурация: V6
- Блок цилиндров: алюминиевый
- Диаметр цилиндра и ход поршня (все J32): 89 мм × 86 мм
- Степень сжатия: 11:1 (поршневые купола с высокой степенью сжатия)
- Мощность:
  - 201 кВт (270 л. с.) при 6200 об/мин (2004—2005)
  - 192 кВт (258 л. с.) при 6200 об/мин (2006—2008). Индикация изменена в соответствии со стандартами SAE
- Крутящий момент:
  - 323 Н⋅м при 5000 об/мин (2004—2005)
  - 316 Н⋅м при 5000 об/мин (2006—2008). Индикация изменена в соответствии со стандартами SAE
- Система изменения фаз газораспределения: VTEC
- Топливная система: PGM-FI
- Включение VTEC: 4700 об/мин

## J35

### J35A
J35A — двигатель с клапанным механизмом SOHC VTEC. Его масса составляет 163 кг в рабочем состоянии. Судовой двигатель Honda Marine серии BF200 имеет общие внутренние компоненты с J35A.

#### J35A1
- 1999—2001 Honda Odyssey[11]
- Объём: 3,5 л (3471 см3)
- Диаметр цилиндра и ход поршня: 89 мм × 93 мм
- Мощность:
  - 157 кВт (210 л. с.) (Premium)
  - 153 кВт (205 л. с.)
- Крутящий момент:
  - 310 Н⋅м (Premium)
  - 294 Н⋅м

#### J35A3
- 2001—2002 Acura MDX[12]
- Объём: 3,5 л (3471 см3)
- Диаметр цилиндра и ход поршня: 89 мм × 93 мм
- Мощность: 179 кВт (240 л. с.) при 5800 об/мин
- Крутящий момент: 328 Н·м при 4500 об/мин

#### J35A4
- 2002—2004 Honda Odyssey[13]
- 2003—2004 Honda Pilot[14]
- Объём: 3,5 л (3471 см3)
- Диаметр цилиндра и ход поршня: 89 мм × 93 мм
- Мощность: 179 кВт (240 л. с.) при 5400 об/мин
- Крутящий момент: 328 Н⋅м при 4500 об/мин
- Степень сжатия: 10,0:1
- Клапанов: 24
- Клапанный механизм: SOHC VTEC
- Впрыск: многоточечный

#### J35A5
- 2003—2006 Acura MDX[15]
- Объём: 3,5 л (3471 см3)
- Диаметр цилиндра и ход поршня: 89 мм × 93 мм
- Мощность: 198 кВт (265 л. с.) при 5800 об/мин
- Крутящий момент: 339 Н⋅м при 3500 об/мин
- Степень сжатия: 10,0:1
- Клапанов: 24
- Клапанный механизм: SOHC VTEC

#### J35A6
- 2005—2010 Honda Odyssey Van, LX, EX
- 2007+ Honda Odyssey
- 2005 Honda Pilot
- Объём: 3,5 л (3471 см3)
- Диаметр цилиндра и ход поршня: 89 мм × 93 мм
- Мощность: 190 кВт (255 л. с.) при 5600 об/мин
- Крутящий момент: 339 Н⋅м при 4500 об/мин
- Степень сжатия: 10,0:1
- Клапанов: 24
- Клапанный механизм: SOHC VTEC
- Впрыск: многоточечный

#### J35A7 — VCM
- 2005—2010 Honda Odyssey EX-L, Touring
- 2007—2010 Honda Odyssey EX-L, Touring
- Объём: 3,5 л (3471 см3)
- Диаметр цилиндра и ход поршня: 89 мм × 93 мм
- Мощность: 190 кВт (255 л. с.) при 5600 об/мин
- Крутящий момент: 339 Н⋅м при 4500 об/мин
- Степень сжатия: 10,0:1
- Клапанов: 24
- Клапанный механизм: SOHC i-VTEC

#### J35A8
- 2004—2008 Honda Legend KB1 (обозначение «J35A» на блоке цилиндров)
- 2005—2008 Acura RL[16]
- 2007—2008 Acura TL Type-S[17]
- Объём: 3,5 л (3471 см3)
- Диаметр цилиндра и ход поршня: 89 мм × 93 мм
- Мощность: 213 кВт (286 л. с.) при 6200 об/мин[18]
- Крутящий момент: 347 Н⋅м при 5000 об/мин
- Степень сжатия: 11,0:1
- Клапанов: 24
- Клапанный механизм: SOHC VTEC

#### J35A9
- 2006—2008 Honda Ridgeline
- 2006—2008 Honda Pilot (4WD)
- Объём: 3,5 л (3471 см3)
- Диаметр цилиндра и ход поршня: 89 мм × 93 мм
- Мощность: 184 кВт (247 л. с.) при 5750 об/мин
- Крутящий момент: 332 Н⋅м при 4500 об/мин
- Степень сжатия: 10,0:1
- Впрыск: многоточечный
- Топливная система: PGM-FI
- Включение VTEC: 4400 об/мин

### J35S

#### J35S1
- 2004—2007 Saturn Vue (также называется GM L66)
- Объём: 3,5 л (3471 см3)
- Диаметр цилиндра и ход поршня: 89 мм × 93 мм
- Мощность: 185 кВт (248 л. с.) при 5800 об/мин
- Крутящий момент: 328 Н⋅м при 4500 об/мин

### J35Z

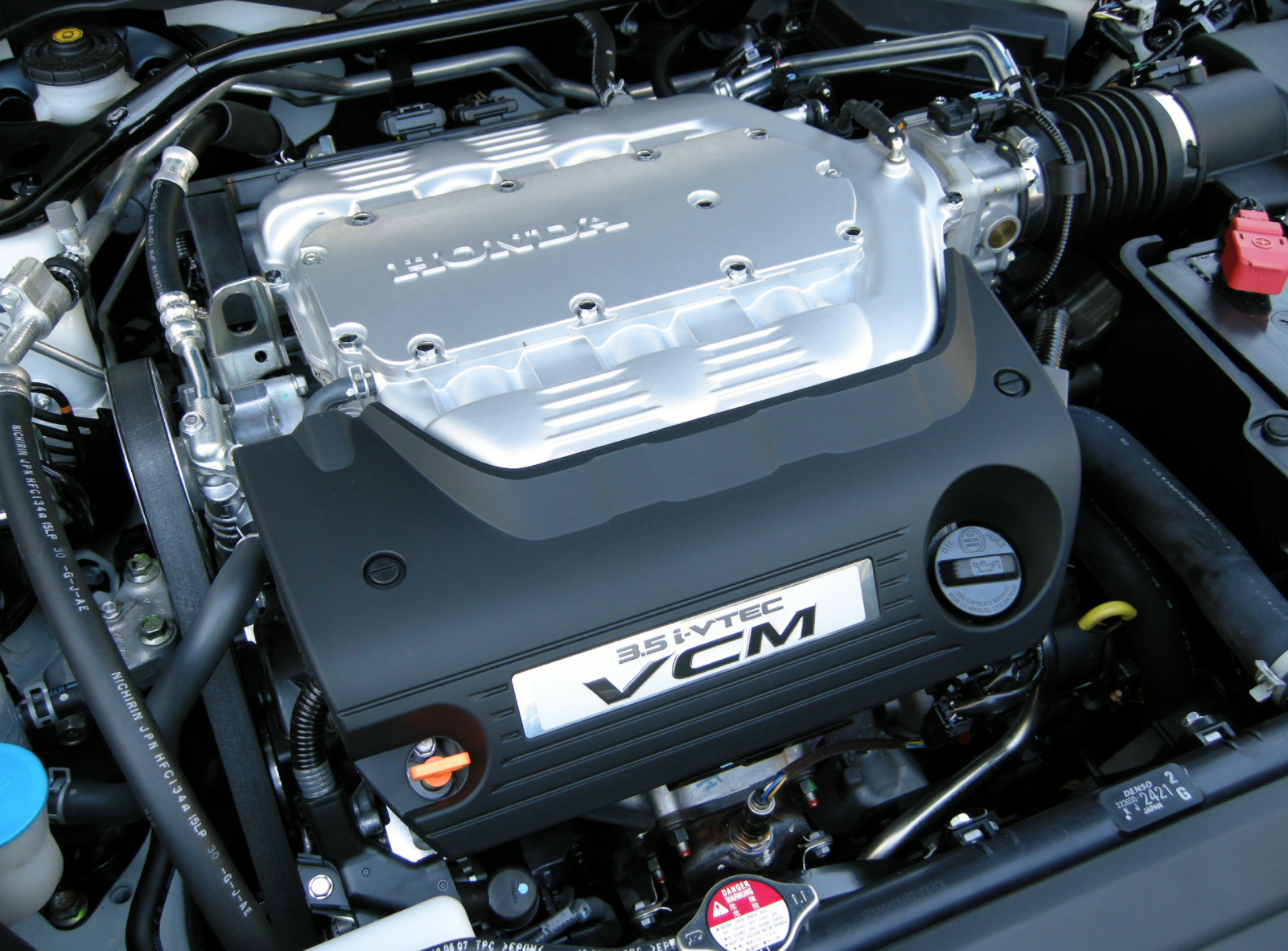
J35Z2

В двигателях J35Z применяется литой алюминиевый блок с чугунными втулками цилиндров.

#### J35Z1 — VCM
- 2006—2008 Honda Pilot (только передний привод)
- Объём: 3,5 л (3471 см3)
- Диаметр цилиндра и ход поршня: 89 мм × 93 мм
- Степень сжатия: 10,5:1
- Мощность: 182 кВт (244 л. с.) при 5750 об/мин
- Крутящий момент: 325 Н⋅м при 4500 об/мин
- Клапанов: 24
- Клапанный механизм: SOHC i-VTEC
- Впрыск: многоточечный
- Топливная система: PGM-FI

#### J35Z2 — VCM
- 2008—2012 Honda Accord (кроме купе V6 6MT)
- 2010—2012 Honda Accord Crosstour/Honda Crosstour
- 2013—2018 Acura RDX
- 2007—2012 Honda Inspire (Япония, название — J35A-80, 280 л. с.)
- Объём: 3,5 л (3471 см3)
- Диаметр цилиндра и ход поршня: 89 мм × 93 мм
- Степень сжатия: 10,5:1
- Мощность: 200 кВт (268 л. с.) при 6200 об/мин (Acura RDX — 207 кВт (278 л. с.) при 6200 об/мин)
- Крутящий момент: 344 Н⋅м при 5000 об/мин (Acura RDX — 340 Н⋅м при 5000 об/мин)
- Клапанов: 24
- Клапанный механизм: SOHC i-VTEC VCM
- Впрыск: многоточечный
- Топливная система: PGM-FI
- Красная зона: 6900 об/мин

#### J35Z3
- 2008—2012 Honda Accord 6MT Coupe
- Объём: 3,5 л (3471 см3)
- Диаметр цилиндра и ход поршня: 89 мм × 93 мм
- Степень сжатия: 10,0:1
- Мощность: 200 кВт (268 л. с.) при 6200 об/мин[19]
- Крутящий момент: 344 Н⋅м при 5000 об/мин
- Клапанов: 24
- Клапанный механизм: SOHC VTEC
- Впрыск: многоточечный
- Топливная система: PGM-FI

#### J35Z4 — VCM
- 2009—2015 Honda Pilot
- Объём: 3,5 л (3471 см3)
- Диаметр цилиндра и ход поршня: 89 мм × 93 мм
- Степень сжатия: 10,5:1
- Мощность: 186 кВт (250 л. с.) при 5700 об/мин
- Крутящий момент: 343 Н⋅м при 4800 об/мин
- Клапанов: 24
- Клапанный механизм: SOHC i-VTEC
- Впрыск: многоточечный
- Топливная система: PGM-FI

#### J35Z5
- 2009—2014 Honda Ridgeline
- Объём: 3,5 л (3471 см3)
- Диаметр цилиндра и ход поршня: 89 мм × 93 мм
- Степень сжатия: 10,0:1
- Мощность: 186 кВт (250 л. с.) при 5700 об/мин
- Крутящий момент: 335 Н⋅м при 4300 об/мин
- Клапанов: 24
- Клапанный механизм: SOHC VTEC
- Впрыск: многоточечный
- Топливная система: PGM-FI

#### J35Z6
- 2010—2014 Acura TSX V6
- 2009—2014 Acura TL (без SH-AWD)
- Объём: 3,5 л (3471 см3)
- Диаметр цилиндра и ход поршня: 89 мм × 93 мм
- Степень сжатия: 11,2:1
- Мощность: 209 кВт (280 л. с.) при 6200 об/мин
- Крутящий момент: 344 Н⋅м при 5000 об/мин
- Клапанов: 24
- Клапанный механизм: SOHC VTEC
- Впрыск: многоточечный
- Топливная система: PGM-FI

#### J35Z8 — VCM
- 2011—2017 Honda Odyssey (Северная Америка)
- Объём: 3,5 л (3471 см3)
- Диаметр цилиндра и ход поршня: 89 мм × 93 мм
- Степень сжатия: 10,5:1
- Мощность: 185 кВт (248 л. с.) при 5700 об/мин
- Крутящий момент: 339 Н⋅м при 4800 об/мин
- Клапанов: 24
- Клапанный механизм: SOHC i-VTEC
- Впрыск: многоточечный
- Топливная система: PGM-FI

### J35Y

#### J35Y1 — VCM
- 2013—2017 Honda Accord V6* (J35YZ)*
- 2013—2015 Honda Crosstour
- Объём: 3,5 л (3471 см3)
- Диаметр цилиндра и ход поршня: 89 мм × 93 мм
- Степень сжатия: 10,5:1
- Мощность: 207 кВт (278 л. с.) при 6200 об/мин
- Крутящий момент: 342 Н⋅м при 4900 об/мин
- Клапанов: 24
- Клапанный механизм: SOHC VTEC (традиционные профили кулачков VTEC для впускных клапанов, плюс 3-цилиндровый режим VCM на заднем ряду (цилиндры 1, 2, 3))
- Впрыск: многоточечный[20]
- Красная зона: 6800 об/мин
- Включение VTEC: 5150 об/мин[21]

#### J35Y2
- 2013—2017 Honda Accord V6 6MT (только МКПП)
- Объём: 3,5 л (3471 см3)
- Диаметр цилиндра и ход поршня: 89 мм × 93 мм
- Степень сжатия: 10,0:1[22]
- Мощность: 207 кВт (278 л. с.) при 6200 об/мин
- Крутящий момент: 340 Н⋅м при 5300 об/мин[23]
- Клапанов: 24
- Клапанный механизм: SOHC VTEC (традиционные профили кулачков VTEC на впускных клапанах)
- Включение VTEC: 4900 об/мин

#### J35Y4 — VCM
- 2014—2020 Acura RLX/Honda Legend
- Объём: 3,5 л (3471 см3)
- Диаметр цилиндра и ход поршня: 89 мм × 93 мм
- Степень сжатия: 11,5:1
- Мощность: 231 кВт (310 л. с.) при 6500 об/мин
- Крутящий момент: 369 Н⋅м при 4500 об/мин
- Клапанов: 24
- Клапанный механизм: SOHC VTEC (VTEC только на впускных клапанах)
- Красная зона: 6800 об/мин
- Отключение подачи топлива: 7200 об/мин
- Впрыск: прямой
- Тип двигателя: атмосферный

#### J35Y5 — VCM
- 2014 — настоящее время Acura MDX
- Объём: 3,5 л (3471 см3)
- Диаметр цилиндра и ход поршня: 89 мм × 93 мм
- Степень сжатия: 11,5:1
- Мощность: 216 кВт (290 л. с.) при 6200 об/мин
- Крутящий момент: 362 Н⋅м при 4500 об/мин
- Клапанов: 24
- Клапанный механизм: SOHC VTEC (VTEC только на впускных клапанах)
- Красная зона: 6800 об/мин
- Отключение подачи топлива: 7200 об/мин
- Впрыск: прямой
- Тип двигателя: атмосферный
- Включение VTEC: 4950 об/мин[24]

#### J35Y6 — VCM
- 2015—2020 Acura TLX
- 2016—2022 Honda Pilot
- 2017+ Honda Ridgeline

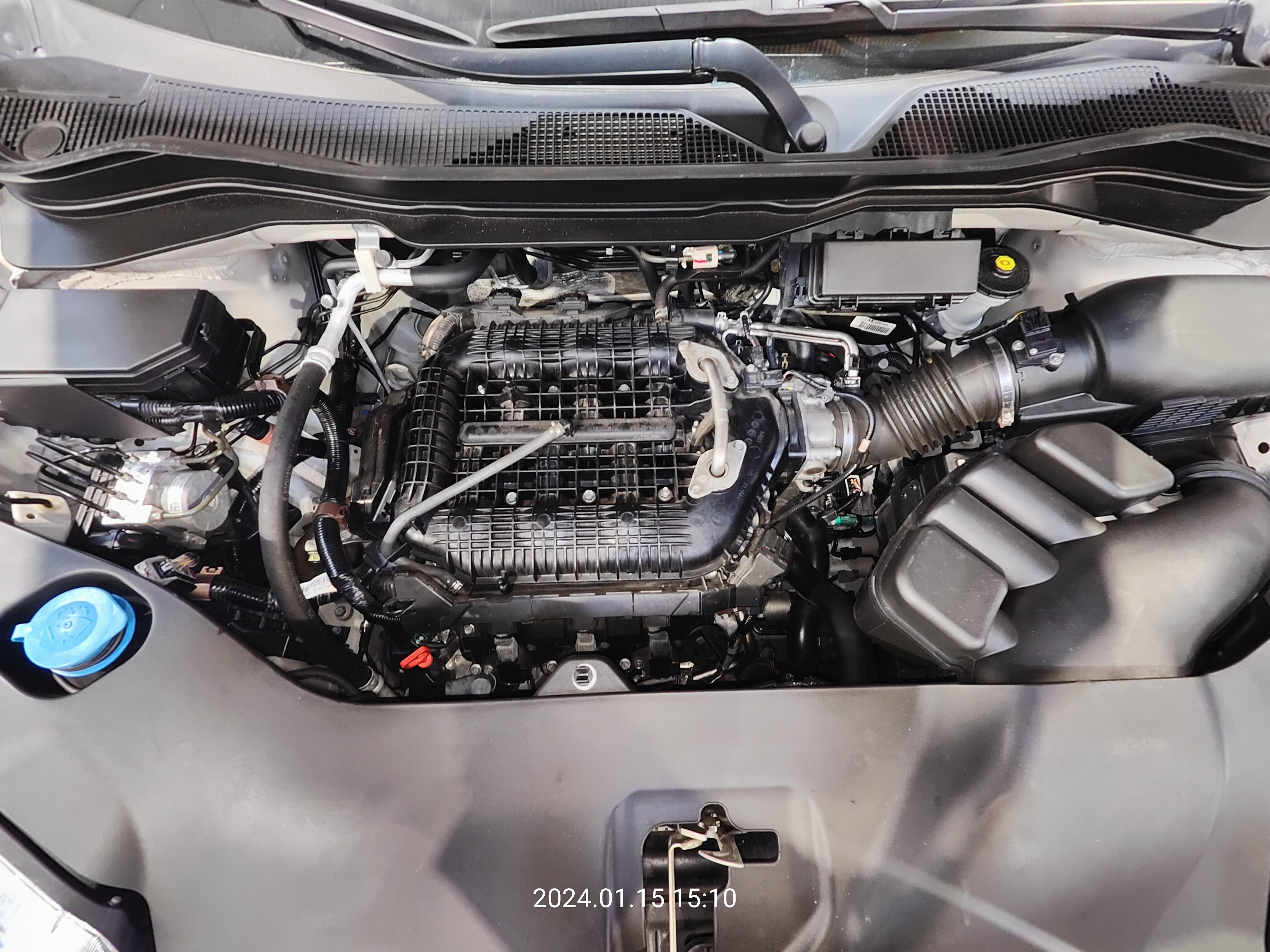
Honda Pilot J35Y6

- 2018+ Honda Odyssey (Северная Америка)[25]
- 2019—2025 Honda Passport
- Объём: 3,5 л (3471 см3)
- Диаметр цилиндра и ход поршня: 89 мм × 93 мм
- Степень сжатия: 11,5:1
- Мощность: 
  - 216 кВт (290 л. с.) при 6200 об/мин (Acura TLX)
  - 209 кВт (280 л. с.) при 6000 об/мин (Honda Pilot, Ridgeline, Passport и Odyssey)
- Крутящий момент: 
  - 362 Н⋅м при 4500 об/мин (Acura TLX)
  - 355 Н⋅м при 4700 об/мин (Honda Pilot, Ridgeline, Passport и Odyssey)
- Клапанов: 24
- Клапанный механизм: SOHC i-VTEC (VTEC только на впускных клапанах)
- Красная зона: 6800 об/мин
- Отключение подачи топлива: 7200 об/мин
- Тип двигателя: атмосферный
- Впрыск: прямой
- Включение VTEC: 5350 об/мин[26]

#### J35Y8 — VCM
- 2023+ Honda Pilot[27]
- 2026+ Honda Passport[28]
- Объём: 3,5 л (3471 см3)
- Диаметр цилиндра и ход поршня: 89 мм × 93 мм
- Степень сжатия: 11,5:1
- Мощность: 213 кВт (285 л. с.) при 6100 об/мин
- Крутящий момент: 355 Н⋅м при 5000 об/мин
- Клапанов: 24
- Клапанный механизм: DOHC с VTC

## J37
В двигателе J37 применяется литой алюминиевый блок цилиндров с алюминиевыми гильзами цилиндров. Впускной коллектор изготовлен из литого магниевого сплава.

### J37A1
- 2007—2013 Acura MDX
- Объём: 3,7 л (3664 см3)
- Диаметр цилиндра и ход поршня: 90 мм × 96 мм
- Степень сжатия: 11,0:1 (2007—2009); 11,2:1 (2010—2013)
- Мощность:
  - 224 кВт (300 л. с.) при 6000 об/мин (2007—2009)
  - 224 кВт (300 л. с.) при 6300 об/мин (2010—2013)
- Крутящий момент:
  - 373 Н⋅м при 5000 об/мин (2007—2009)
  - 366 Н⋅м при 4500 об/мин (2010—2013)
- Клапанов: 24
- Клапанный механизм: SOHC VTEC
- Впрыск: многоточечный
- Топливная система: PGM-FI
- 2010—2013: Магниевый коллектор
- 2010—2013: 80-миллиметровый корпус дроссельной заслонки

### J37A2
- 2009—2012 Acura RL
- Объём: 3,7 л (3664 см3)
- Диаметр цилиндра и ход поршня: 90 мм × 96 мм
- Степень сжатия: 11,2:1
- Мощность: 224 кВт (300 л. с.) при 6300 об/мин
- Крутящий момент: 367 Н⋅м при 5000 об/мин
- Клапанов: 24
- Клапанный механизм: SOHC VTEC (впускной и выпускной коллекторы)
- Впрыск: многоточечный
- Топливная система: PGM-FI
- Коллектор: магниевый
- Корпус дроссельной заслонки: 80 мм

### J37A4
- 2008—2012 Honda Legend
- 2009—2014 Acura TL SH-AWD
- Объём: 3,7 л (3664 см3)
- Диаметр цилиндра и ход поршня: 90 мм × 96 мм
- Степень сжатия: 11,2:1
- Мощность: 227 кВт (305 л. с.) при 6300 об/мин
- Крутящий момент: 370 Н⋅м при 5000 об/мин
- Клапанов: 24
- Клапанный механизм: SOHC VTEC (впускной и выпускной коллекторы)
- Впрыск: многоточечный
- Топливная система: PGM-FI

### J37A5
- 2010—2013 Acura ZDX
- Объём: 3,7 л (3664 см3)
- Диаметр цилиндра и ход поршня: 90 мм × 96 мм
- Степень сжатия: 11,2:1[29]
- Мощность: 224 кВт (300 л. с.) при 6300 об/мин
- Крутящий момент: 366 Н⋅м при 4500 об/мин
- Клапанов: 24
- Клапанный механизм: SOHC VTEC (только на впускных клапанах[30])
- Впрыск: многоточечный
- Топливная система: PGM-FI